# Janurik Tamás
Janurik Tamás Mátyás (Szarvas, 1938. augusztus 20. –) magyar és uráli összehasonlító nyelvész, informatikus, a nyelvtudományok kandidátusa, a Kecskeméti Főiskola professor emeritusa, a Kecskeméti Főiskola Tanítóképző Főiskolai Karának nyugalmazott főiskolai tanára.

## Életútja
Általános iskolai tanulmányait Szarvason végezte 1944 és 1952 között. 1952 és 1954 között Budapesten, a Lámpagyárban volt marós ipari tanuló, majd marós szakmunkás. 1954-től 1965-ig az Örménykúti Állami Gazdaságban, illetve a szarvasi Öntözési és Rizstermesztési Kutatóintézet (ÖRKI) Mezőgazdasági Üzemeiben dolgozott építőipari segédmunkásként, majd szobafestő és mázoló szakmunkásként. 1959 és 1962 között lövész sorkatonaként szolgált a Magyar Néphadsereg tapolcai ezredének pápai zászlóaljában, századírnoki és dekorációs feladatokat is ellátva. Leszerelése után korábbi munkahelyére tért vissza. 1962 és 1965 között üzemegységi karbantartói munkája mellett három év alatt elvégezte a Szarvasi Dolgozók Gimnáziumának levelező tagozatát (a második osztály anyagából 1963 nyarán ugróvizsgát téve). 1965-től a szegedi József Attila Tudományegyetem Bölcsészettudományi Karának magyar-francia szakos hallgatója lett. 1968-ban felvette harmadik szakként a finnugor C szakot is. 1970-ben szerzett magyar és francia középiskolai tanári oklevelet, 1971-ben pedig finnugor nyelvész képesítést. 1969-től 1971-ig a JATE BTK Dékáni Hivatalának vezetője volt, 1971-től a Finnugor Tanszék tanársegédje lett. 1974-ben megszerezte az egyetemi doktori fokozatot, és egy, a SZÁMOK által szervezett tanfolyam keretében a számítógép-programozói képesítést is.
1975 és 1978 között három tanévben a párizsi Sorbonne III egyetemen tanított az INALCO (Institut National des Langues et Civilisations Orientales) magyar nyelvi lektoraként. 1978-tól 1986-ig a szegedi Finnugor Tanszék adjunktusa volt, 1986 és 1992 között a Videoton Szoftverlaboratóriumában, az Akadémiai Kiadónál, az Országos Széchényi Könyvtárban, az Alba Data Kisszövetkezetben, az ALFA Ipari Vállalatnál, a Matrica GM-ben és egyéni vállalkozói formában dolgozott kiadványszerkesztőként. 1992-től 1995-ig a pécsi Janus Pannonius Egyetem Nyelvészeti Intézetének adjunktusa volt, ahol magyar nyelvtörténeti és finnugor nyelvészeti tantárgyakat oktatott. 1995-ben védte meg kandidátusi értekezését. 1996-ban a Kecskeméti Tanítóképző Főiskola főiskolai docense lett, 1997-től főiskolai tanár, 1997-től 2000-ig tanszékvezető és kari főigazgató is. 2000-től 2003-ig az integrált Kecskeméti Főiskola Tanítóképző Főiskolai Karának kari főigazgatója. 2007-ben, nyugdíjba vonulásakor a főiskola szenátusa professor emeritusnak nyilvánította. Nyugdíjasként tudományos kiadványokon dolgozik, könyvei jelentek meg az Akadémiai Kiadónál és az Ad Librum Kiadónál. 2013-tól folyamatosan publikál az Academia.edu c. honlapon: írásait füzetekbe rendezve teszi közzé a Finnugor Tudástár, Szamojéd Tudástár, Uráli Tudástár, Eurolingvisztikai Tudástár című sorozatok füzeteiként, kisebb írásait pedig műhelytanulmányokként jeleníti meg.
Tudományos közleményei kötetekben, nyelvészeti szakmai folyóiratokban  (Nyelvtudományi Közlemények, Néprajz és Nyelvtudomány, Folia Uralica Debreceniensia), továbbá az Academia.edu nemzetközi tudományos portálon jelennek meg.

## Publikációs tevékenysége (válogatás)
- Szamojéd hangmegfelelések I. Mássalhangzók. Nyelvtudományi Közlemények, 84: pp. 41–89. (1982)
- MS-DOS hibaüzenetek a 3.0, 4.0, 5.0, 6.0 verziókhoz. Budapest: ComputerBooks Kiadó, 1996. 80 p.
- Mikola Tibor tudományos munkássága (bibliográfia). [Miksi Szilviával közösen.] In: Mészáros E (szerk.) Ünnepi könyv Mikola Tibor tiszteletére. 307 p. Szeged: JATE Finnugor Tanszék, 1996. pp. 13–18. ISBN 963-482-099-9
- A cseremisz a legősibb uráli nyelv? In: Bereczki András, Csepregi Márta, Klima László (szerk.) Ünnepi írások Bereczki Gábor tiszteletére CD-ROM. Budapest: ELTE BTK Finnugor Tanszék, 2008. pp. 238–250 (Urálisztikai tanulmányok) ISBN 978-963-463-963-3
- Magyar képzőszótár. A mai magyar köznyelv képzőváltozatai. Budapest: Akadémiai Kiadó, 2009. XXVIII + 337 p. ISBN 978-963-05-8698-6[5]
- A lovári nyelv történeti szótana. Lovári–hindi összehasonlító szótár. Budapest: Ad Librum, 2010. 104 p. ISBN 978-615-5014-29-1
- A romani nyelv alapjai. La romānya shībake fundura. Budapest: Ad Librum Kiadó, 2010. 134 p. ISBN 978-963-9934-75-7 [6]
- Lovári-magyar kétnyelvű olvasókönyv. Segédanyag a lovári nyelv tanulmányozásához; összeáll. Janurik Tamás; Ad Librum Kiadó, Bp., 2010.
- Galuska László Pál–Janurik Tamás: Suttogó füzesek. Cigány legenda; Ad Librum Kiadó, Bp., 2010.
- A lovári nyelv kiskátéja. 500 kérdés-felelet a lovári nyelvről; Ad Librum Kiadó Bp., 2010.
- Az etruszk nyelv: Európa elveszett kincse. Ad Librum Kiadó, Bp. 2020..
- Magyar gyökszótár. Tinta Könyvkiadó, Bp., 2024 (előkészületben, még kiadatlan)
- Finnugor Tudástár-sorozat. (elektronikus kéziratok az Academia.edu-n) 2013-tól [33 füzet]
- Szamojéd Tudástár-sorozat. (elektronikus kéziratok az Academia.edu-n) 2014-től [23 füzet]
- Uráli Tudástár-sorozat  (elektronikus kéziratok az Academia.edu-n) 2016-tól [12 füzet]
- Török Nyelvi Tudástár-sorozat (elektronikus kézirat az Academia.edu-n) 2019-től [1 füzet]
- Eurolingvisztikai Tudástár-sorozat (elektronikus kéziratok az Academia.edu-n) 2020-tól [10 füzet]
- Kurd Nyelvi Tudástár-sorozat (elektronikus kéziratok az Academia.edu-n) 2018-tól [3 füzet]
- Etruszk Nyelvi Tudástár-sorozat (elektronikus kéziratok az Academia.edu-n) 2020-tól [3 füzet]
- Kamassz szótár: a publikált szójegyzékek egyesített szótára. (elektronikus  kézirat  az Academia.edu-n) 2021.
- Kojbál szótár: a publikált szójegyzékek egyesített szótára. (elektronikus  kézirat az Academia.edu-n) 2021.

## Társasági tagság
- Magyar Nyelvtudományi Társaság
- Reguly Társaság
- Societas Uralo-Altaica (Németország)

## Díjak, elismerések
- Fokos-Fuchs Dávid-díj (1980)[7]
- A Kecskemét Felsőoktatásáért és Tudományos Életéért Díj (2009)[8]

## Magánélete
Nős, felesége sz. Menner Katalin nyugalmazott középiskolai magyartanár, Szabolcs fia az ELTE BTK Szláv Intézetének adjunktusa, Boglárka leánya a Hamburgi Egyetem Finnugrisztikai/Uralisztikai Intézetének tudományos munkatársa.